# يورغن شتارك
يورغن شتارك (بالألمانية: Jürgen Stark)‏ (و. 1948  م) هو اقتصادي، ومصرفي، وسياسي ألماني.

## التعليم
تعلم في جامعة توبنغن.

## جوائز
حصل على جوائز منها:
- Lower Saxony Order of Merit [الإنجليزية]‏ (2015)
- Georg Scheu plaque  [لغات أخرى]‏ (2004)
- Grand Officer of the Order of Honour for Services to the Republic of Austria ‏ (1997).

## روابط خارجية
- يورغن شتارك على موقع مونزينجر (الألمانية)